# Basoko (Tshopo)
Pour les articles homonymes, voir Basoko.
Basoko est une localité, chef-lieu du territoire éponyme de la province du Tshopo en république démocratique du Congo.

## Géographie
Elle est située sur la rive droite de la rivière Aruwimi à proximité de son confluent avec le fleuve Congo, elle est desservie par la route RP405 à 266 km au nord-ouest du chef-lieu provincial Kisangani.

## Histoire

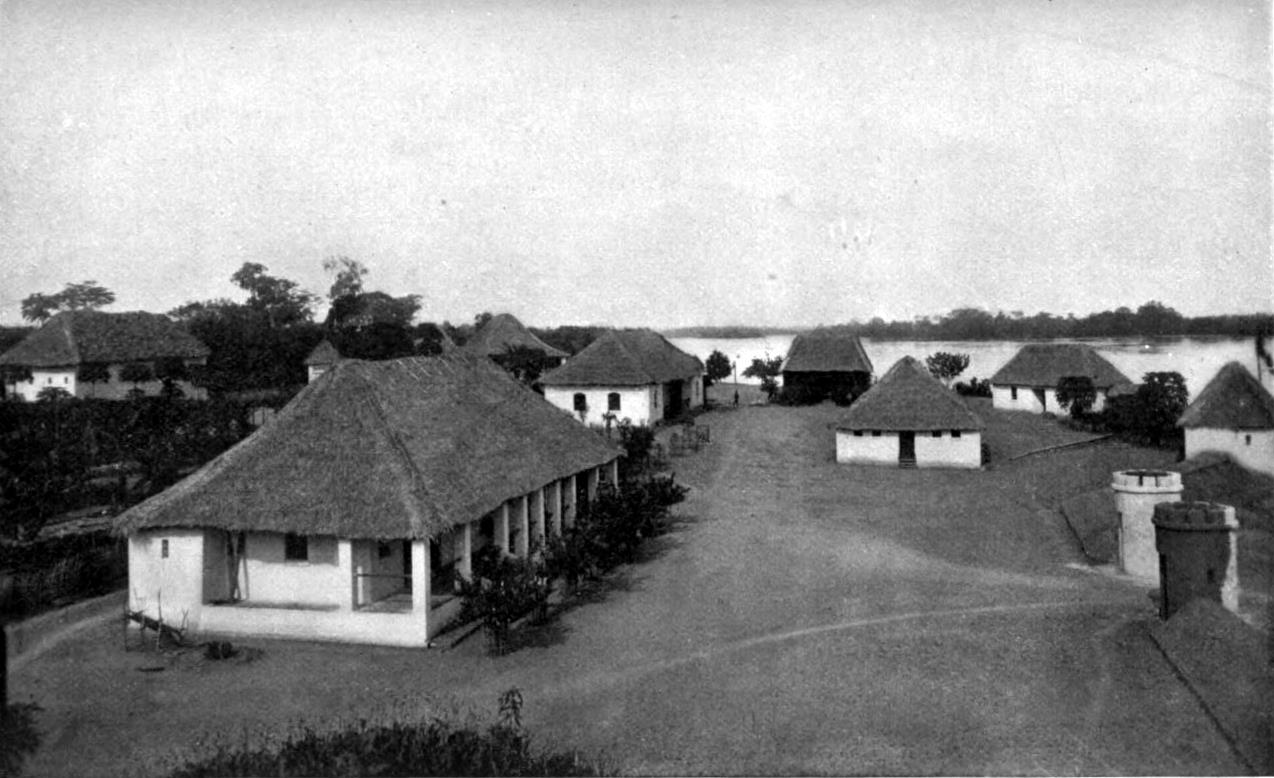
La station de Basoko en 1893.

Au cours de sa traversée de l'Afrique d'Est en Ouest de 1874 à 1877, l'expédition de Stanley a été attaquée le 1er février 1877 en face de Basoko par une flottille de cinquante embarcations. C'est l'un des plus rude combats qu'elle eut à soutenir. En 1883, lors de sa traversée en sens inverse d'Ouest en Est, Stanley fit une première reconnaissance de la rivière Aruwimi et en 1888  Dhanis en fit une deuxième. Pour assurer la sécurité de la navigation sur le fleuve et défendre la région contre les bandes armées de Tippo Tip, le capitaine Roget de l'armée de l'EIC fonda le poste de Basoko. Ce fut le début de campagnes visant à évacuer les Arabes des territoires de l'Itimbiri et à les empêcher de franchir l'Aruwimi. Après ces campagnes, le poste de Basoko perdit de son importance stratégique, mais il garda longtemps, vu du fleuve, l'aspect d'une forteresse telle qu'il était à l'époque de l'État indépendant du Congo. Le poste était un chef-lieu de territoire sous le régime colonial belge, un centre commercial et industriel (rizeries, production de palmiers).
La localité de Basoko servit encore de base pour l'expédition sur le Lomami commandée par Louis Napoléon Chaltin au printemps 1893 lors des campagnes de l'État indépendant du Congo contre les Arabo-Swahilis. En 1914, la localité est le chef-lieu du district de l'Aruwimi, rattaché à la province orientale. En 1947 ce district sera intégré au district du Haut-Congo qui deviendra la région de la Tshopo en 1988.
George Grenfell, missionnaire explorateur britannique, né le 21 août 1849 à Sancreed (Cornouailles) est mort le 1er juillet 1906 à Basoko (État indépendant du Congo), aujourd'hui la république démocratique du Congo). Il y a été inhumé.

## Administration
Chef-lieu territorial de 30 243 électeurs enrôlés pour les élections de 2018, elle a le statut de commune rurale de moins de 80 000 électeurs et  compte 7 conseillers municipaux en 2019.

## Population
Le recensement date de 1984, l'accroissement annuel de la population est de 2,10 en 2012,.
| 1984   | 2004   | 2012   |
| ------ | ------ | ------ |
| 26 921 | 44 112 | 52 099 |